# Phelsuma gouldi
Phelsuma gouldi is een hagedis die behoort tot de gekko's. Het is een van de soorten madagaskardaggekko's uit het geslacht Phelsuma.

## Naam en indeling
De wetenschappelijke naam van de soort werd voor het eerst voorgesteld door Angelica Crottini, Philip-Sebastian Gehring, Frank Glaw, David James Harris, Alexandra Lima en Miguel Vences in 2011. De soortaanduiding gouldi is een eerbetoon aan de Amerikaanse paleontoloog Stephen Jay Gould (1941 - 2002).

## Uiterlijke kenmerken
Phelsuma gouldi bereikt een kopromplengte tot 4,5 centimeter en een totale lichaamslengte inclusief staart tot 8,1 cm. De hagedis heeft een bruingrijze lichaamskleur en heeft een duidelijke tekening.

## Verspreiding en habitat
De soort komt voor in delen van Afrika en leeft endemisch in zuid-centraal Madagaskar. De habitat bestaat uit vochtige tropische en subtropische bossen, zowel in laaglanden als in bergstreken. De soort is aangetroffen op een hoogte vanaf ongeveer 949 meter boven zeeniveau.

## Beschermingsstatus
Door de internationale natuurbeschermingsorganisatie IUCN is de beschermingsstatus 'onzeker' toegewezen (Data Deficient of DD).